# 2008年夏季残疾人奥林匹克运动会轮椅篮球比赛

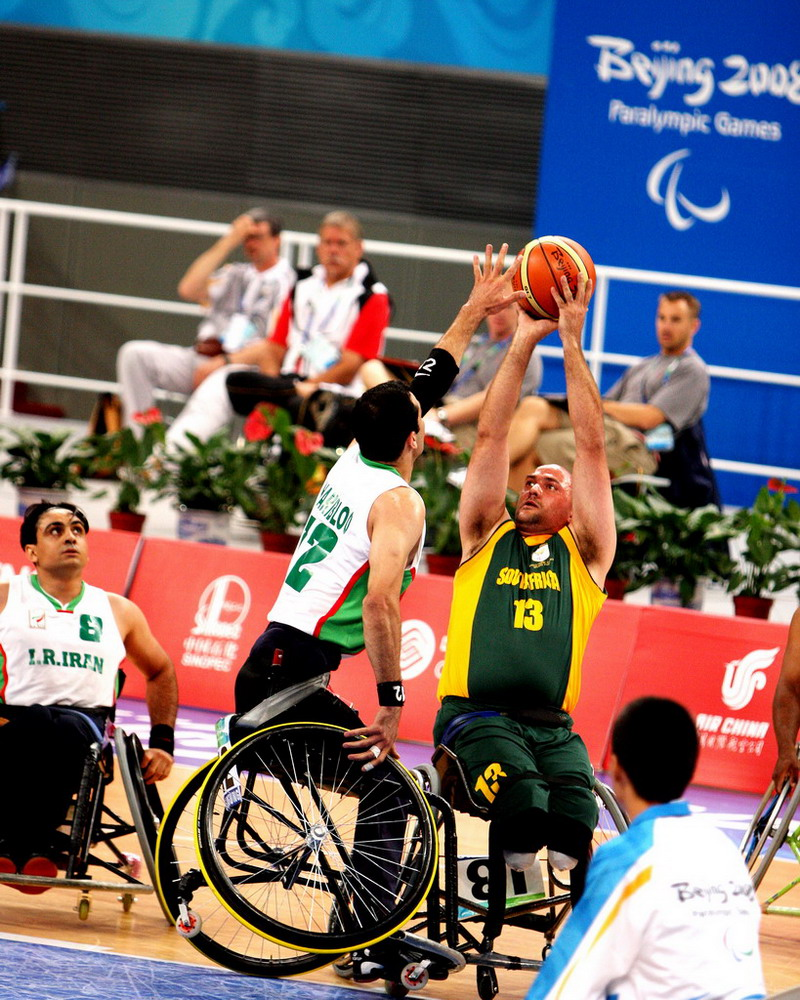
轮椅篮球比赛中

2008年夏季残疾人奥林匹克运动会轮椅篮球比賽由9月7日至9月16日在中国国家体育馆和北京科技大学体育馆舉行，比賽合共產生2枚金牌。

## 比赛分级
- 运动员根据残障程度和运动功能分为1~4.5共8档，数字越小，运动功能越低，残障功能越高。
- 场上运动员分值不得超过14分，否则会被判技术犯规。

## 比賽項目
本届篮球比赛设男女各1个小项。

## 參賽資格
本届篮球比赛有12支男子球队和10支女子球队参赛。均分成2个小组比赛，小组前4进行淘汰赛，败者也需进行比赛，排定1-8名，女子小组第5直接进行9/10名排位赛，男子小组5、6名进行交叉淘汰赛，最终排定9-12名。

### 資格賽名額
- 各大洲基本出线名额为1个，但依据2006年世界轮椅篮球锦标赛的结果（男子前7名，女子前5名）所在洲将增加相应数目的名额。

#### 男子
| 資格賽                | 出線資格 | 总名額數量 | 获得的国家 |
| --------------------- | -------- | ---------- | ---------- |
| 2006/2007各大洲预选赛 | 非洲区   | 1个        | 南非       |
| 2006/2007各大洲预选赛 | 亚太区   | 1+2=3个    |            |
| 2006/2007各大洲预选赛 | 亚太区   | 1+2=3个    | 伊朗       |
| 2006/2007各大洲预选赛 | 亚太区   | 1+2=3个    | 日本       |
| 2006/2007各大洲预选赛 | 美洲区   | 1+2=3个    | 巴西       |
| 2006/2007各大洲预选赛 | 美洲区   | 1+2=3个    | 加拿大     |
| 2006/2007各大洲预选赛 | 美洲区   | 1+2=3个    | 美国       |
| 2006/2007各大洲预选赛 | 欧洲区   | 1+3=4个    | 德国       |
| 2006/2007各大洲预选赛 | 欧洲区   | 1+3=4个    | 英国       |
| 2006/2007各大洲预选赛 | 欧洲区   | 1+3=4个    | 瑞典       |
| 2006/2007各大洲预选赛 | 欧洲区   | 1+3=4个    | 以色列     |
| 東道主                | 自动晋级 | 1個        | 中國       |
| 合计                  | 合计     | 12个       |            |

#### 女子
| 資格賽                | 出線資格 | 总名額數量  | 获得的国家           |
| --------------------- | -------- | ----------- | -------------------- |
| 2006/2007各大洲预选赛 | 非洲区   | 0个         | 空缺，由IWBF重新分配 |
| 2006/2007各大洲预选赛 | 亚太区   | 1+1=2个     |                      |
| 2006/2007各大洲预选赛 | 亚太区   | 1+1=2个     | 日本                 |
| 2006/2007各大洲预选赛 | 美洲区   | 1+2+1注=4个 | 巴西                 |
| 2006/2007各大洲预选赛 | 美洲区   | 1+2+1注=4个 | 加拿大               |
| 2006/2007各大洲预选赛 | 美洲区   | 1+2+1注=4个 | 墨西哥               |
| 2006/2007各大洲预选赛 | 美洲区   | 1+2+1注=4个 | 美国                 |
| 2006/2007各大洲预选赛 | 欧洲区   | 1+2=3个     | 德国                 |
| 2006/2007各大洲预选赛 | 欧洲区   | 1+2=3个     | 英国                 |
| 2006/2007各大洲预选赛 | 欧洲区   | 1+2=3个     | 荷蘭                 |
| 東道主                | 自动晋级 | 1個         | 中國                 |
| 合计                  | 合计     | 10个        |                      |

- 注：美洲区额外的一个名额系IWBF将非洲区未使用的名额分配。

## 各國獎牌榜
| 排名 | 国家／地区    | 金牌 | 银牌 | 铜牌 | 總數 |
| ---- | ------------- | ---- | ---- | ---- | ---- |
| 1    | （AUS）       | 1    | 0    | 1    | 2    |
| 2    | 美国（USA）   | 1    | 0    | 0    | 1    |
| 3    | 德国（GER）   | 0    | 1    | 0    | 1    |
| 3    | 加拿大（CAN） | 0    | 1    | 0    | 1    |
| 5    | 英国（GBR）   | 0    | 0    | 1    | 1    |
| 总计 | 总计          | 2    | 2    | 2    | 6    |

## 各項成績
| 项目         | 金牌 | 银牌 | 铜牌 |
| 男子輪椅籃球 | （AUS） · 迪伦·奥尔科特 · 迈克尔·哈特尼特 · 阿德里安·金 · 特里斯坦·诺莱斯 · 格兰特·米曾斯 · 布拉德·内斯 · 肖恩·诺里斯 · 特洛伊·萨科斯 · 蒂格·西蒙斯 · 布伦丹·道勒 · 贾斯汀·埃夫森 · 布莱特·斯蒂布纳斯          | 加拿大（CAN） · 阿布迪泰奇·迪尼 · 亚当·西娅 · 克里斯·斯多滕伯格 · 达夫·杜莱波斯 · 戴维德·恩格 · 杰米·博里索夫 · 乔伊·约翰逊 · 帕特里克·安德森 · 理查德·彼得 · 波·海德格斯 · 罗斯 ·诺顿 · 伊冯·鲁亚尔德 | 英国（GBR） · 西蒙·芒恩 · 马特·伯恩 · 埃德·奥罗格贝米 · 凯文·海斯 · 乔恩·波洛克 · 特里·拜沃特 · 彼得·芬鲍 · 乔·贝斯特威克 · 阿布迪·贾马 · 西蒙·布朗 · 乔恩·霍尔 · 安迪·布莱克                        |
| 女子輪椅籃球 | 美国（USA） · 莎拉·卡斯尔 · 帕蒂·西斯内罗斯 · 洛兰·冈萨雷斯 · 卡莉·霍夫曼 · 埃米莉·霍斯金斯 · 玛丽·艾莉森·米尔福德 · 贝卡·默里 · 阿兰娜·尼古拉斯 · 克里斯蒂娜·里普 · 珍·拉德尔 · 纳塔莉·施奈德 · 斯蒂芬妮·惠勒 | 德国（GER） · 玛伦·巴特布罗特 · 安妮特·卡尔 · 布丽塔·考茨 · 西蒙娜·屈斯 · 玛丽娜·莫嫩 · 埃迪娜·米勒 · 诺拉·施拉茨 · 格舍·舒内曼 · 比吉特·迈特纳尔 · 安妮卡·策恩 · 妮科尔·塞弗特 · 阿尔克·贝伦斯        | （AUS） · 克莱尔·布尔津斯基 · 谢莉·查普林 · 考比·克里斯平 · 梅兰妮·多马斯申兹 · 凯莉·戈西 · 梅拉妮·霍尔 · 凯蒂·希尔 · 布赖迪·基恩 · 蒂娜·麦肯齐 · 凯瑟琳·奥凯利-肯尼迪 · 莎拉·斯图尔特 · 莉斯尔·特施 |

## 外部連結
- 本屆残奧会各項項目比賽時間表
- (PDF). BOCOG.   [2008-07-08]. （原始内容 (htm)存档于2006-10-02）.

- 国际残奥会官方网站（页面存档备份，存于）
- 国际轮椅篮球联合会（页面存档备份，存于）